# Vodní mor kanadský
Vodní mor kanadský (Elodea canadensis, syn.: Anacharis canadensis) je druh jednoděložné vodní rostliny z čeledi voďankovité (Hydrocharitaceae).

## Popis
Jedná se o vytrvalou vodní (sladkovodní) rostlinu, kořenící ve dně nebo se volně vznášející, výběžky i oddenky chybí. Listy jsou jen ponořené, jsou jednoduché, přisedlé, většinou v trojčetných přeslenech, řidčeji (zvláště dole) vstřícné. Čepele jsou celistvé, čárkovité podlouhlé až vejčité. Je to dvoudomá rostlina s jednopohlavními květy. Květy jsou jednotlivé, v paždí listu, podepřené toulcovitým listenem, rozvíjejí se nad hladinou. Okvětí je rozlišeno na kalich a korunu. Kališní lístky jsou 3 v jednom přeslenu, korunní jsou také 3 v 1 přeslenu a jsou bílé. Tyčinek je v samčích květech nejčastěji 7-9, na bázi jsou nitkami srostlé v samičích květech jsou patyčinky. Gyneceum je synkarpní, složené z 3 plodolistů. Semeník je spodní. Plodem je tobolka. V ČR se pravděpodobně vyskytují jen samičí rostliny a tudíž se plody vůbec nevytváří, rostliny se množí výhradně vegetativní cestou.

## Rozšíření ve světě
Rostlina pochází ze Severní Ameriky, kde roste hlavně v USA a v jižní Kanadě . Byla však zavlečena na jiné kontinenty, kde se stala často invazní rostlinou. Takto se vyskytuje v Evropě, méně v Asii, výjimečně v severní Africe a také v Austrálii a na Tasmánii.,

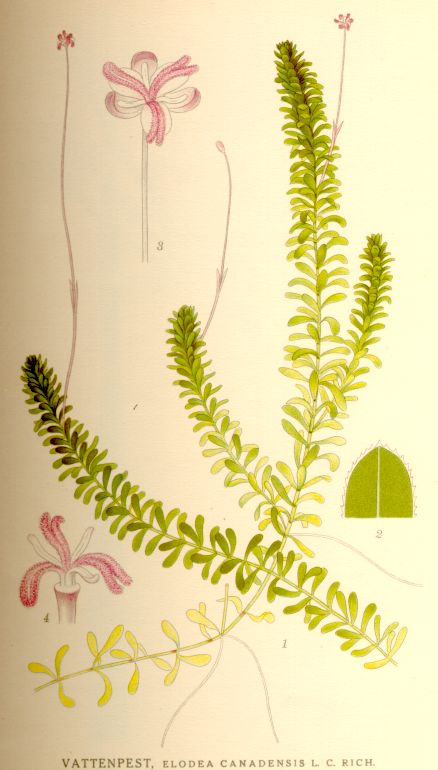
Ilustrace kvetoucí rostliny

## Rozšíření v Česku
V ČR roste roztroušeně až hojně ve stojatých a mírně tekoucích vodách od nížin do podhůří . V Evropě je zplanělý nejméně od poloviny 19. století, rozmach jeho invaze je už však pryč, dnes spíše jeho rozšíření stagnuje, či mírně ustupuje. Je celkem naturalizovanou rostlinou. Používá se i jako akvarijní rostlina , ale není tak oblíben jako vodní mor americký, protože hůře snáší vysoké teploty.